# ジェームズ・ブキャナン・デューク
ジェームズ・ブキャナン・デューク（James Buchanan Duke、1856年12月23日 - 1925年10月10日）は、アメリカ合衆国の実業家である。近代的なたばこの製造と販売を導入し、アメリカン・タバコ・カンパニーを設立した。また、デューク大学を設立したことでも知られる。

## 若年期
ジェームズ・ブキャナン・デューク（愛称バック(Buck)）は、1856年12月23日にノースカロライナ州ダーラム近郊で生まれた。父は実業家で慈善家のワシントン・デューク（1820-1905）、母はその2番目の妻であるアルテリア・ローニーである。

## キャリア
デュークの父のワシントンはタバコ会社を経営していたが、1880年代に息子のジェームズとベンジャミン（1855-1929）がそれを引き継いだ。1885年、ジェームズ・ブキャナン・デュークは、ジェームズ・アルバート・ボンサックが発明した世界初の自動紙巻たばこ製造機を使用するライセンスを取得し、1890年にはアメリカの紙巻たばこ市場の40%をデュークの会社が占めた。この年、デュークは主要な競合他社4社の経営権を取得して「アメリカン・タバコ・カンパニー」という1つの企業体に統合し、アメリカのタバコ市場の90%以上を支配する独占状態となった。彼の泥棒男爵的な商売のやり方は、1906年から1908年にかけてのブラックパッチ・タバコ戦争に繋がった。

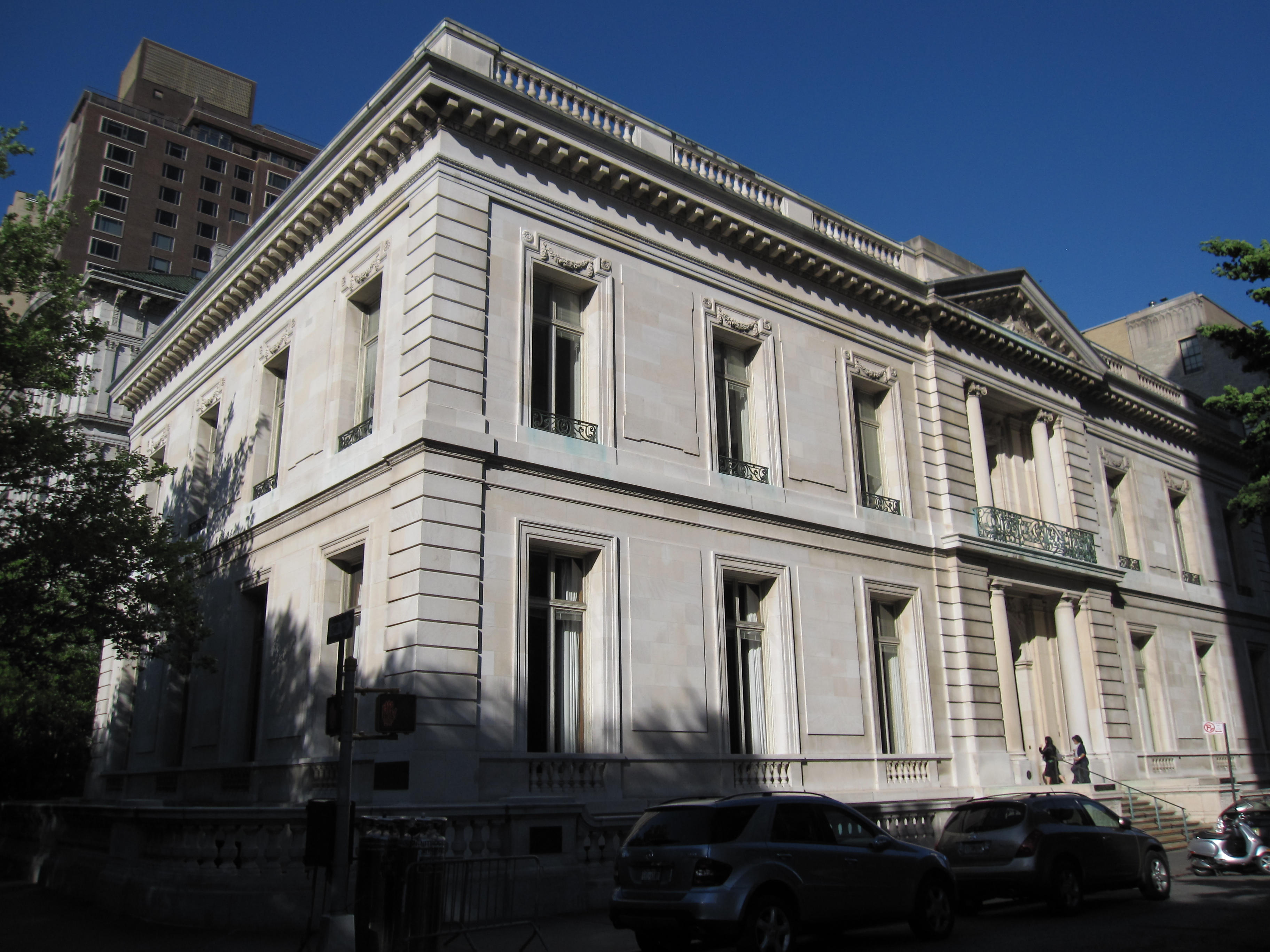
ニューヨーク五番街のジェームズ・B・デューク邸（2010年）

1900年代に入ると、デュークはアメリカに続いてイギリス市場も制覇しようとし、当時分裂していたイギリスのタバコメーカーを合併させてインペリアル・タバコを設立した。イギリスでの2年間の激しい競争の後、インペリアル・タバコはアメリカ市場に戦いを挑み、アメリカン・タバコは和解を模索せざるを得なかった。その結果、アメリカン・タバコがアメリカでの取引を、インペリアル・タバコがイギリスの領土での取引を管理し、それ以外の国でのタバコの販売を管理するために、両者の間に「ブリティッシュ・アメリカン・タバコ・カンパニー」(BAT)という第三の協力事業を設立するという合意がなされた。
この間、デュークはビジネスパートナーや株主から何度も訴訟を起こされた。1906年、アメリカン・タバコは反トラスト法違反で有罪となり、4つの会社に分割することを命じられ、アメリカン・タバコ、リジット・アンド・マイヤーズ、R.J.レイノルズ・タバコ、ロリラード・タバコの4社に分割されることになった。1911年、合衆国最高裁判所は、アメリカン・タバコの独占状態を解消する命令を支持した。その後、アメリカン・タバコはいくつかの小さな企業に分割され、そのうちブリティッシュ・アメリカン・タバコ(BAT)だけがデュークの支配下に残った。
1892年、デューク家はノースカロライナ州ダーラムに、弟のベンジャミンが経営する最初の繊維会社を開設した。世紀の変わり目に、デュークはアメリカン・デベロップメント・カンパニーを組織し、カタウバ川の土地と水利権を獲得した。1904年にカタウバ電力(Catawba Power Company)を設立し、翌年には弟と一緒にサザン電力(Southern Power Company)を設立した。この会社はデューク・エナジーの前身であるデューク電力(Duke Power)として知られるようになった。同社はデューク家の繊維工場に電力を供給していたが、20年のうちに電力設備は大幅に拡張され、300以上の綿工場やその他の産業会社に電力を供給するようになった。デューク電力は、ノースカロライナ州とサウスカロライナ州のピードモント地域に電力網を確立した。1928年に同社はノースカロライナ州西部に発電用貯水池を造成し、デュークの名を冠して「ジェームズ湖」と命名した。1926年に建設されたノースカロライナ州ローワン郡のバック火力発電所(Buck Steam Station)も、デュークの愛称を冠したものである。

## 私生活
デュークは生涯に2度結婚している。最初は1904年にリリアン・フレッチャー・マクレディ(Lillian Fletcher McCredy)（リリアン・ナネット・デューク(Lillian Nanette Duke)としても知られる）と結婚した。彼らは1906年に離婚し、子供はいなかった。1907年にはナナライン・ホルト・インマン(Nanaline Holt Inman)と結婚し、1912年11月22日に一人娘のドリスが誕生した。ドリスは、ニュージャージー州ヒルズボロにあるデューク農場で育った。デューク農場は、デュークがジェームズ・レアル・グリーンリーフやホレイショ・バッケンハムなどの造園家と協力して造成した2,000エーカー (8 km2)以上の農園である。
デュークは1925年10月10日にニューヨークで亡くなり、デューク大学のキャンパス内にある記念聖堂に父や兄とともに埋葬されている。彼は亡くなるまでの5年間、ノースカロライナ州シャーロットにある自宅に居住していた。そこは、1978年にジェームズ・ブキャナン・デューク邸として国家歴史登録財に登録された。

## 慈善活動と遺産

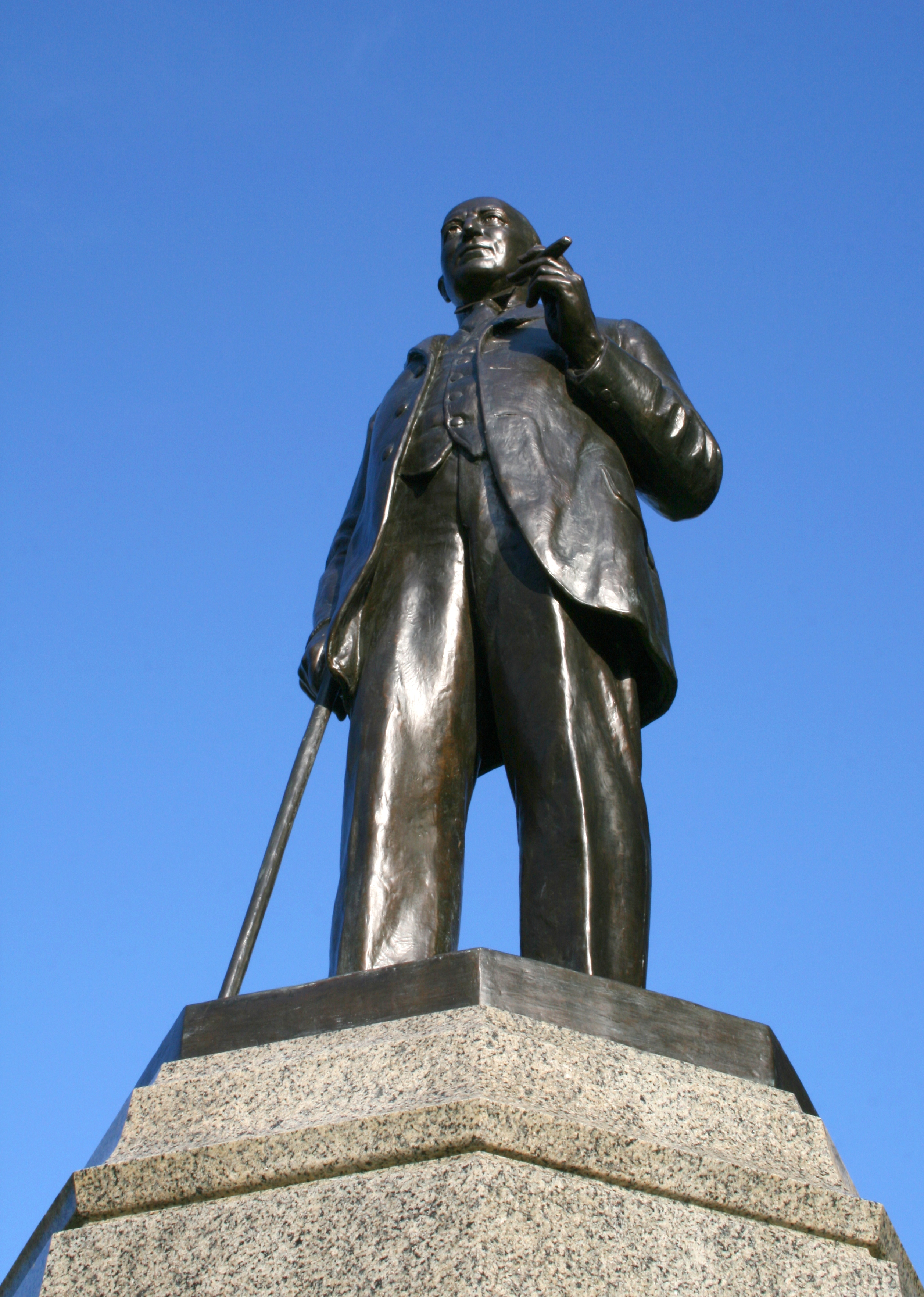
デューク大学にあるジェームズ・B・デュークの像（2008年7月撮影）

1924年12月、デュークは4000万ドルの信託基金（2020年の価値換算で6億400万ドル相当）であるデューク財団(The Duke Endowment)を設立し、その一部を1838年に設立された大学であるトリニティ・カレッジに寄付した。この大学は、父の名前を冠してデューク大学と改称された。また、ファーマン大学のメインキャンパスの図書館も、同大学との慈善関係からジェームズ・B・デューク図書館と名付けられている。
デュークは死の際に、莫大な遺産の約半分をデューク財団に残し、さらに6,700万ドル（2020年の価値換算で9億9,900万ドル相当）を信託財産に加えた。デュークは信託証書に、デューク大学、デイビッドソン大学、ファーマン大学、ジョンソン・C・スミス大学、カロライナ州の非営利病院や児童養護施設、ノースカロライナ州の合同メソジスト教会の農村部、退職した牧師とその遺族を支援することを明記した。
デュークの約1億ドル（2020年の価値換算で14億8,000万ドル相当）の遺産の残りの多くは、娘の当時11歳のドリス・デュークに渡り、彼女は「世界で最も裕福な少女」となった。1927年、ドリスはマンハッタンにある実家の支配権を求めて母を訴え、勝訴した。ドリスはまた、デューク農園の所有権を求める訴訟にも勝訴した。ドリス・デュークは、デューク農園を父との思い出と重ね合わせていたため、父の温室を改築してデューク庭園を作った以外は、敷地に大きな変化を加えなかった。デューク庭園は、1964年から、父の膨大な彫刻コレクションが展示され、一般公開されていたが、2008年5月に彼女の財団管理委員会によって閉鎖された。